# Nick Mortimer
Nick Mortimer, Geburtsname: Nicholas (* vor 1960 in England) ist ein neuseeländischer Geologe, der neben seinen zahlreichen Veröffentlichungen sich besonders mit seinen Arbeiten über Zealandia über die Fachwelt hinaus einen Namen gemacht hat.

## Frühe Jahre
Nick Mortimer ist gebürtiger Engländer und wuchs in Watford, nahe London auf. Er studierte Geologie am Imperial College in London und schloss dort das Fach 1980 mit dem Bachelor of Science mit Auszeichnung ab. Anschließend promovierte er an der Stanford University und erhielt dort seinen Doktortitel im Jahr 1984. Anschließend arbeitete er als Postdoktorand an der University of British Columbia in Vancouver, Kanada Während er am Department of Geological Sciences der Universität arbeitete, machte er seine ersten Veröffentlichungen.

## Neuseeland
1986 kam Mortimer nach Neuseeland und arbeitete ein zweites Mal als Postdoktorand, dieses Mal bei Graham Bishop im New Zealand Geological Survey (NZGS), dem Vorläufer des Institute of Geological and Nuclear Sciences (GNS) in Dunedin. Später wechselte er als Geologe in die Dienste des neuseeländischen Staates und ist seit 1994 als Petrologe im Dunedin Research Centre des Institute of Geological and Nuclear Sciences (GNS Science) in Dunedin tätig. Er zählt in dem Institut mit zu den „Principal Scientists“ (führenden Wissenschaftlern). In seiner Laufbahn forschte er in Australien, der Antarktis, in Kanada, in den Vereinigten Staaten, in den Seegebieten des Pazifiks und in vielen Gebieten Neuseelands.
Mortimer gründete einen nationalen Gesteinskatalog und die geoanalytische Datenbank, Petlab genannt. Es war seine Arbeit in den späten 1990er und frühen 2000er Jahren. Die Petlab-Datenbank ist eine weltweit einzigartige Online-Datenbank mit multiinstitutionelle NZ-Gesteins- und Mineralproben und den dazugehörigen offenen Dateien geochemischer, isotopischer, alters, volumetrischer und petrophysikalischer Analysen. Im Jahr 2019 enthielt Petlab-Datenbank über 210.000 Probensätze aus 20 verschiedenen neuseeländischen Gesteinssammlungen, von denen 60.000 mit analytischen Daten versehen sind.
Von 2007 bis 2009 war Mortimer Präsident der Geological Society of New Zealand. Er sorgte in seiner Zeit für den Zusammenschluss seiner Organisation mit der Geophysical Society of New Zealand zur Bildung einer Geoscience Society of New Zealand, die im Jahr 2010 stattfand.
Weltweit bekannt wurde Mortimer als Hauptautor des Artikels „Zealandia: Earth’s Hidden Continent“, den er 2017 zusammen mit zehn weiteren Wissenschaftler in der März-Ausgabe von GSA Today, einem wissenschaftlichen Journal der Geological Society of America veröffentlichte und die Veröffentlichung eine breite Resonanz in den Medien weltweit fand.

## Mitgliedschaften und Ehrungen
Mortimer ist Mitglied der:
- Royal Society Te Apārangi (2017)[1]
- GSNZ Honorary Life Membership (2019)[2]
- Geological Society of New Zealand
- New Zealand Geophysical Society
- New Zealand Skeptics
- American Geophysical Union

Er erhielt im Jahr 2020 den Science New Zealand Individual Lifetime Achievement Award und war von 2013 bis 2017 Senior Editor des wissenschaftlichen Magazins NZ Journal of Geology & Geophysics, dem er schon in den Jahren 2010 bis 2012 als Associate Editor zur Verfügung stand.

## Werke
Bücher
- Nick Mortimer: A Guide to the geology of the Riverton, Aparima district. Institute of Geological and Nuclear Sciences, Lower Hutt 2009 (englisch).
- Nick Mortimer, Hamish Campbell, Margaret Low: A Photographic Guide to Rocks & Minerals of New Zealand. Institute of Geological and Nuclear Sciences, Lower Hutt 2011, ISBN 978-1-86966-283-7 (englisch).
- Nick Mortimer, Hamish Campbell: Zealandia - Our Continent Revealed. Penguin Books, London 2014, ISBN 978-0-14-357156-8 (englisch).

Eigene Veröffentlichungen in wissenschaftlichen Magazinen
- Nick Mortimer: Late Triassic, arc-related, potassic igneous rocks in the North American Cordillera. In: Geological Society of America (Hrsg.): Geology. Volume 14, No 12, 1986, S. 1035–1038, doi:10.1130/0091-7613 (englisch, Online [abgerufen am 7. März 2017]).
- Nick Mortimer: The Nicola Group: Late Triassic and Early Jurassic subduction-related volcanism in British Columbia. In: Geological Association of Canada (Hrsg.): Canadian Journal of Earth Sciences. 24 (12), Dezember 1987, S. 2521–2536, doi:10.1139/e87-236 (englisch).
- Nick Mortimer: Jurassic tectonic history of the Otago schist, New Zealand. In: American Geophysical Union (Hrsg.): Tectonics. Volume 12, Issue 1, 1993, S. 237–244, doi:10.1029/92TC01563 (englisch).
- Nick Mortimer: Origin of the Torlesse terrane and coeval rocks, North Island, New Zealand. In: Geological Society of America (Hrsg.): International Geology Review. Volume 36, Issue 10, 1994, S. 891–910, doi:10.1080/00206819409465494 (englisch).
- Nick Mortimer: Metamorphic discontinuities in orogenic belts: example of the garnet– biotite–albite zone in the Otago Schist, New Zealand. In: Springer International Publishing (Hrsg.): International Journal of Earth Sciences. Volume 89, Issue 2, September 2000, S. 295–306, doi:10.1007/s005310000086 (englisch).
- Nick Mortimer: A provisional structural thickness map of the Otago schist, New Zealand. In: American Journal of Science. Volume 303, No 7, 2003, S. 603–621, doi:10.2475/ajs.303.7.603 (englisch).
- Nick Mortimer: New Zealand's geological foundations. In: Gondwana research. Volume 7, Issue 1. Elsevier B.V., Januar 2004, S. 261–272 (englisch).

Veröffentlichungen als Hauptautor in wissenschaftlichen Magazinen
- Nick Mortimer, B. P. Roser: Geochemical evidence for the position of the Caples–Torlesse boundary in the Otago Schist, New Zealand. In: Geological Society (Hrsg.): Journal of the Geological Society. Volume 149, No 6. London Dezember 1992, S. 967–977, doi:10.1144/gsjgs.149.6.0967 (englisch).
- Nick Mortimer, Dave Parkinson: Hikurangi Plateau: a Cretaceous large igneous province in the southwest Pacific Ocean. In: American Geophysical Union (Hrsg.): Journal of Geophysical Research: Solid Earth. Volume 101, Issue B1, Januar 1996, S. 687–696, doi:10.1029/95JB03037 (englisch).
- Nick Mortimer, A. J. Tulloch, T. R. Ireland: Basement geology of Taranaki and Wanganui Basins, New Zealand. In: Royal Society of New Zealand (Hrsg.): New Zealand Journal of Geology and Geophysics. Volume 40, Issue 2, 1997, S. 223–236, doi:10.1080/00288306.1997.9514754 (englisch).
- Nick Mortimer, R. H. Herzer, P. B. Gans, D. L. Parkinson, D. Seward: Basement geology from Three Kings Ridge to West Norfolk Ridge, southwest Pacific Ocean: evidence from petrology, geochemistry and isotopic dating of dredge samples. In: Elsevier (Hrsg.): Marine Geology. Volume 148, Issues 3–4, Juli 1998, S. 135–162, doi:10.1016/S0025-3227(98)00007-3 (englisch).
- Nick Mortimer, A. J. Tulloch, R. N. Spark, N. W. Walker, E. Ladley, A. H. Allibone, David L. Kimbrough: Overview of the Median Batholith, New Zealand: a new interpretation of the geology of the Median Tectonic Zone and adjacent rocks. In: Elsevier (Hrsg.): Journal of African Earth Sciences. Volume 29, Issue 1, Juli 1999, S. 257–268, doi:10.1016/S0899-5362(99)00095-0 (englisch).
- Nick Mortimer, Phil Gans, Andy Calvert, Nick Walker: Geology and thermochronometry of the east edge of the Median Batholith (Median Tectonic Zone): a new perspective on Permian to Cretaceous crustal growth of New Zealand. In: John Wiley & Sons Australia (Hrsg.): Island Arc. Volume 8, No 3, September 1999, S. 404–425, doi:10.1046/j.1440-1738.1999.00249.x (englisch).
- Nick Mortimer, R. H. Herzer, N. W. Walker, A. T. Calvert, D. Seward, G. C. H. Chaproniere: Cavalli Seamount, Northland Plateau, SW Pacific Ocean: a Miocene metamorphic core complex? In: The Geological Society (Hrsg.): Journal of the Geological Society. 160(6), 2003, S. 971–983, doi:10.1144/0016-764902-157 (englisch).
- Nick Mortimer, Kaj Hoernle, F. Hauff, J. M. Palin, W. J. Dunlap, R. Werner, Kevin Faure: New constraints on the age and evolution of the Wishbone Ridge, southwest Pacific Cretaceous microplates, and Zealandia-West Antarctica breakup. In: Geological Society of America (Hrsg.): Geology. Volume 34, No 3, März 2006, S. 185–189, doi:10.1130/G22168.1 (englisch).
- Nick Mortimer, R. H. Herzer, P. B. Gans, C. Laporte-Magoni, A. T. Calvert, D. Bosch: Oligocene-Miocene tectonic evolution of the South Fiji Basin and Northland Plateau, SW Pacific Ocean: evidence from petrology and dating of dredged rocks. In: Elsevier (Hrsg.): Marine Geology. Volume 237, Issues 1–2, Februar 2007, S. 1–24 (englisch).
- Nick Mortimer, W. J. Dunlap, J. Michael Palin, R. H. Herzer, F. Hauff, M. Clark: Ultra-fast early Miocene exhumation of Cavalli Seamount, Northland Plateau, Southwest Pacific Ocean. In: Royal Society of New Zealand (Hrsg.): New Zealand Journal of Geology and Geophysics. Volume 51, No 1, März 2008, S. 29–42, doi:10.1080/00288300809509848 (englisch).
- Nick Mortimer, Kohn Barry, D. Seward, T. Spell, A. Tulloch: Reconnaissance Thermochronology of Southern Zealandia. In: Geological Society (Hrsg.): Journal of the Geological Society. Volume 173, Issue 2, November 2015, S. 370–, doi:10.1144/jgs2015-021 (englisch).
- Nick Mortimer, Hamish J. Campbell, Andy J. Tulloch, Peter R. King, Vaughan M. Stagpoole, Ray A. Wood, Mark S. Rattenbury, Rupert Sutherland, Chris J. Adams, Julien Collot, Maria Seton: Zealandia: Earth’s Hidden Continent. In: The Geological Society of Amerika (Hrsg.): GSA Today. Volume 27 Issue 3 (März/April), 2017, doi:10.1130/GSATG321A.1 (englisch, Online [abgerufen am 7. März 2017]).

Veröffentlichungen als Co-Autor in wissenschaftlichen Magazinen
- T. A. Little, Nick Mortimer, M. McWilliams: An episodic Cretaceous cooling model for the Otago‐Marlborough Schist, New Zealand, based on 40Ar/39Ar white mica ages. In: Royal Society of New Zealand (Hrsg.): New Zealand Journal of Geology and Geophysics. Volume 42, Issue 3, 1999, S. 305–325, doi:10.1080/00288306.1999.9514848 (englisch).
- I. M. Turnbull, Nick Mortimer, D. Craw: Textural zones in the Haast Schist—a reappraisal. In: Royal Society of New Zealand (Hrsg.): New Zealand Journal of Geology and Geophysics. Volume 44, Issue 1, 2001, S. 171–183, doi:10.1080/00288306.2001.9514933 (englisch).
- Daphne E. Lee, William G. Lee, Nick Mortimer: Where and why have all the flowers gone? Depletion and turnover in the New Zealand Cenozoic angiosperm flora in relation to palaeogeography and climate. In: CSIRO Publishing (Hrsg.): Australian Journal of Botany. Volume 49, Issue 3. Clayton 2001, S. 341–356, doi:10.1071/BT00031 (englisch).
- A. J. Tulloch, J. Ramezani, Nick Mortimer, J. Mortensen, P. van den Bogaard, R. Maas: Cretaceous felsic volcanism in New Zealand and Lord Howe Rise (Zealandia) as a precursor to final Gondwana break-up. In: Geological Society (Hrsg.): Special Publications. Volume 321, Issue 1. London Oktober 2009, S. 89–118, doi:10.1144/SP321.5 (englisch).